# Hrvatska barokna književnost
Hrvatski barok je dio europskog baroka, književnoumjetničkog pravca koji se javlja u Hrvatskoj u 17. stoljeću.

## Društveno-kulturne okolnosti
To je razdoblje snažne protureformacije, kao reakcija na protestantsku reformaciju.
U Hrvatskoj, protestantizam nema većih razmjera, javlja se samo u Istri, za razliku od rimokatolicizma koji je široko rasprostranjen na našim prostorima. Zbog toga, hrvatski barok direktno je vezan uz protureformaciju. Osnivaju se isusovačke škole koje šire duh katoličke obnove. Najstarije su osnovane 1607. u Varaždinu, Požegi i Zagrebu.  Osim isusovaca, djeluju i drugi vjerski redovi: pavlini te manjim dijelom franjevci.

## Značajke
Značajke hrvatskog baroka jednake su europskom: kićenost, gomilanje ukrasa, pobožan i uzvišen stil, religiozne teme, želi se izazvati zadivljenost. U književnosti, u koju ponovno ulaze u renesansi zaboravljene religiozne teme, to se očituje u bogatoj metaforičnosti, forma postaje bitnija od samog sadržaja.

## Književnost
U hrvatskoj književnosti barok traje tijekom 17.stoljeća. Razvija se više književnih regionalnih krugova, uz vjerske redove: dalmatinsko-dubrovački, kajkavski, slavonski i ozaljski. Dubrovnik ipak ostaje najjače književno središte, u njemu djeluje naš najveći barokni pisac, Ivan Gundulić. U ovom razdoblju, postaje sve aktualniji problem standardnog, zajedničkog hrvatskog jezika.

### Književni krugovi

#### Dalmatinsko-dubrovački krug
Glavni predstavnik ovog kruga je naš najveći barokni pisac, Ivan Gundulić, koji u mladosti, on piše "pjesni tašte i isprazne" (nisu sačuvane) i melodrame (sačuvane samo četiri). Kasnije piše uzorne religiozne poeme, Pjesni pokorne kralja Davida i, poznatije, Suze sina razmetnoga, a vrhunac njegova stvaralaštva je viteški ep Osman.
Uz njega, djeluju i:
- Junije Palmotić, koji piše melodrame, od kojih je najpoznatija Pavlimir (priča o unuku kralja Radislava, tema uzeta iz Ljetopisa popa Dukljanina.
- Ivan Bunić Vučić, autor pjesničke zbirke Plandovanja, u kojoj kombinira petrarkističku tradiciju i barokna obilježja (metafore, kontraste, poredbe, refleksije o prolaznosti).
- Ignjat Đurđević, isusovac, autor zbirke pjesama Pjesni razlike te poeme Uzdasi Mandaljene pokornice. Iako su ova djela nastala tek u 18. stoljeću, ipak imaju karakteristike barokne književnosti.
- Stijepo Đurđević, rodom iz Dubrovnika, pjesnik komične poeme Derviš, parodije na petrarkističko pjesništvo.
- Vladislav Menčetić, Dubrovčanin, autor djela Trublja slovinska, veliča Petra Zrinskog
- Petar Bogašinović, dubrovački pisac čije je najvažnije djelo ep Beča grada obkruženje od cara Mehmeta i kara-Mustafe velikoga vezjera, u kojem veliča Ivana Gundulića i njegovog oca, carskog generala.
- Petar Kanavelić, pisac većinom religiozne tematike. Životno djelo mu je religiozno-povijesni spjev Sveti Ivan biskup trogirski i kralj Koloman, nastao na temelju legende.
- Jerolim Kavanjin, koji je napisao spjev Bogatstvo i uboštvo.
- Rafael Levaković, podrijetlom iz Jastrebarskog, piše na glagoljici djelo Nauk karstjanski kratak.

#### Kajkavski krug
Za kajkavski krug, najvažniji je bio isusovac Juraj Habdelić, koji je, od važnijih djela, napisao Zrcalo Mariansko, djelo religiozne i moralističke tematike, crkvenu propovijed Pervi oci našega Adama greh te kajkavsko-latinski rječnik Dictionar.

#### Ozaljski krug
Za Ozaljski krug karakterističan je jezik koji objedinjuje sva tri narječja. To je kajkavski jezik pomiješan s čakavskim, štokavskim i ikavsko-ekavskim elementima. 

Najvažniji pisci ovog kruga su:
- Petar Zrinski, koji prevodi s mađarskog ep Adrianskoga mora sirena (napisao ga je njegov brat, Nikola Zrinski)
- Ana Katarina Zrinski, koja piše molitvenik Putni tovaruš.
- Fran Krsto Frankopan, koji u zatvoru piše zbirku pjesama Gartlic za čas kratiti. On je također značajan jer je prvi preveo Molièrea na hrvatski jezik.
- Ivan Belostenec, pavlinski redovnik, leksikograf.

#### Slavonski krug
Za ovaj krug značajan je isusovac Antun Kanižlić, koji piše ep Sveta Rožalija, pripovijest o svetici iz Palerma.

## Djelatnost vjerskih redova
Kao što je već spomenuto, u vrijeme baroka bila su najvažnija tri vjerska reda: isusovci, pavlini i franjevci. Svi oni dali su svoj doprinos ponajprije jeziku, ali i književnosti tog vremena.

### Isusovci
Uz već spomenute isusovce Jurja Habdelića, Ignjata Đurđevića i Antuna Kanižlića, značajniji doprinos dali su: 

Juraj Križanić, koji se zalagao za jezik koji je bio mješavina staroslavenskog, ruskog i hrvatskog, i to čakavsko-ikavskog s elementima kajkavštine (sveslavenski jezik)

Bartol Kašić, autor djela Ritual rimski u kojem nudi kao standardni jezik novoštokavsku osnovicu uz udjele ostalih narječja. 

Osim njih, važan je i Jakov Mikalja, leksikograf.

### Pavlini
U Lepoglavi 1582. pavlini su utemeljili filozofsko-teološki studij koji postaje visokoškolska ustanova 1671. Od pisaca, najznačajniji je Ivan Belostenec. 

Poznato je i djelo Pavlinski zbornik, zbornik liturgijskih pjesama na kajkavskom, pisan rukom.

### Franjevci
Franjevci književnu i kulturnu djelatnost najviše razvijaju u Bosni, gdje djeluju:
- Matija Divković, autor tekstova Beside.
- Ivan Bandulović, čije je glavno djelo lekcionar Pištole i evanđelja (tiskano latinicom).
- Pavao Mošunjanin Posilović, vjerski pjesnik i prozaist.
- Ivan Ančić, pisac vjersko-poučnih djela, najpoznatije je Vrata nebeska i život vični

(i drugi).

## Znanstvena književna djelatnost
U tom razdoblju nastaje velik broj znanstvenih djela, najviše leksikografskih, zbog problematike standardnog književnog jezika 
- Ivan Lucić piše prvu znanstvenu hrvatsku povijest, na latinskom jeziku, De regno Dalmatiae et Croatiae.
- Ivan Belostenec, pavlinski redovnik i pripadnik ozaljskog kruga, piše dvojezični kajkavsko-latinski rječnik Gazophylacium.
- Jakov Mikalja, autor hrvatsko-talijansko-latinskog rječnika Blago jezika slovniskoga i pisac prvog objavljenog hrvatskog pravopisa Ortografija jezika slovinskog
- Bartol Kašić, čije je najvažnije djelo Institutionum linguae Illyricae, prva hrvatska gramatika, objavljena u Rimu na latinskom jeziku.

## Likovna umjetnost
Tijekom 17. i 18. st. razvija se bogata kulturna baština. U sjevernoj Hrvatskoj, Slavoniji, a manjim dijelom i u Dalmaciji niču brojna i vrijedna djela barokne arhitekture.

## Vanjske poveznice
- Marko Dragić: Književnost katoličke obnove i prvoga prosvjetiteljstva (hrvatska barokna književnost)  Arhivirana inačica izvorne stranice od 18. prosinca 2011. (Wayback Machine), fakultetski priručnik, Split, 2006., ISBN 978-953-7395-02-5